# Neil Peart
Neil Ellwood Peart (n. 12 septembrie 1952, Hamilton, Canada - d. 7 ianuarie 2020, Santa Monica, California, Statele Unite) a fost un muzician și autor canadian. A fost baterist și textier pentru trupa de muzică rock, Rush.

## Biografie

### Cariera
Peart a crescut în Port Dalhousie, Ontario, Canada, cu ambiția de a deveni muzician profesionist. În adolescență a activat în mai multe formații regionale în căutarea unei cariere de baterist profesionist. După o ședere dezamăgitoare în Anglia, pentru a se concentra pe muzică, Peart s-a întors acasă unde s-a alăturat unui grup local din Toronto, numit Rush, în vara lui 1974.
La începutul carierei, stilul lui Peart era puternic influențat de hard rock. Era inspirat de bateriști precum Keith Moon și John Bonham — muzicieni ce se aflau în fruntea scenei hard rock britanice la acea vreme. Însă, odată cu trecerea timpului, a început să fie influențat și de muzicieni de jazz și big band ca Gene Krupa și Buddy Rich. În 1994, Peart a devenit prieten și elev al instructorului de jazz Freddie Gruber.
Peart a primit nenumărate premii pentru performanțele sale muzicale.
Pe lângă activitatea de muzician, Peart a fost și un prolific scriitor publicându-și câteva memorii despre călătoriile sale. Peart a fost, de asemenea, principalul textier al celor de la Rush. În scrierea versurilor pentru Rush, Peart aborda teme universale și diverse subiecte printre care science fiction, fantasy, filozofie, precum și diverse teme seculare, umanitariste și labertarianiste.

### Viața personală
Neil Peart a locuit în Santa Monica, California, Statele Unite, împreună cu soția sa, fotografa Carrie Nuttall și cu nou-născuta lor fiică, Olivia Louise. Peart are, de asemenea, o casă în Munții Laurentian din Québec și își petrecea timpul și în Toronto, Canada, atunci când mai avea de înregistrat.

## Moartea
Neil a murit pe 7 ianuarie 2020 la Santa Monica, California, Statele Unite, după o luptă de ani de zile cu cancerul la creier. Avea 67 de ani.